# William Mansfield, 1. Viscount Sandhurst

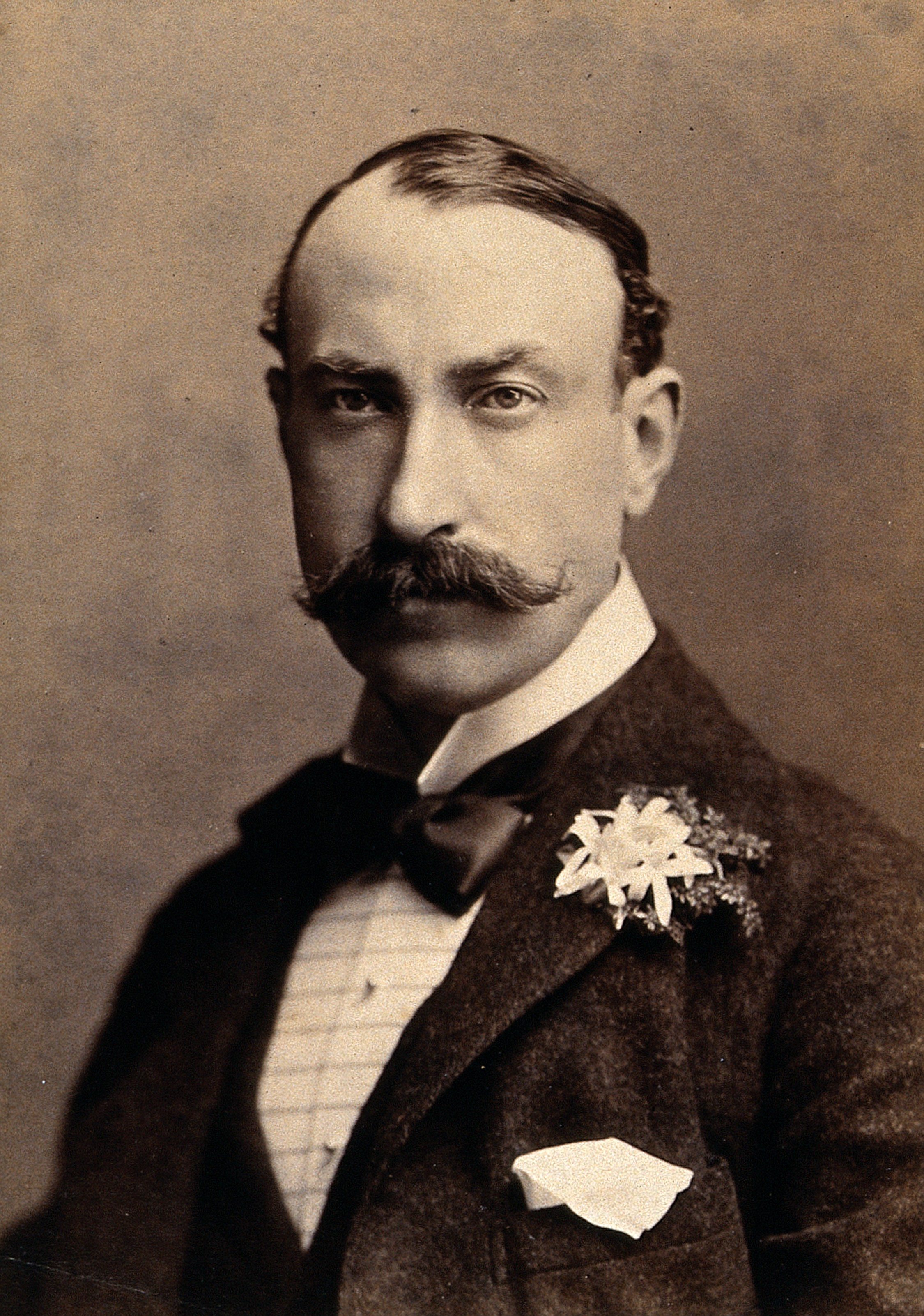
Lord Sandhurst als Gouverneur von Bombay (um 1897)

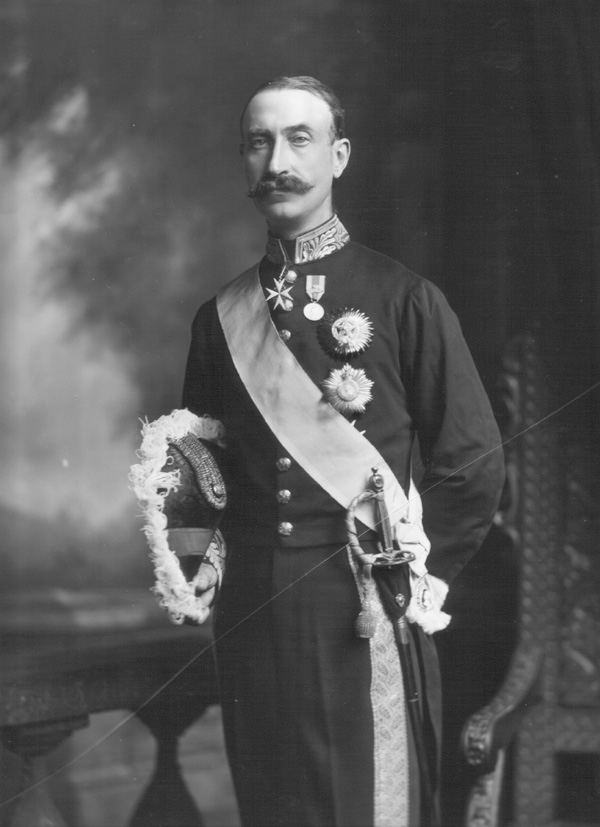
Lord Sandhurst (1900)

William Mansfield, 1. Viscount Sandhurst (* 21. August 1855; † 2. November 1921) war ein britischer Politiker und Kolonialbeamter in Britisch-Indien.

## Biografie
Mansfield war der Sohn von William Mansfield, des ersten Barons Sandhurst und dessen Frau Margaret. Seine Mutter wurde später eine bekannte Sufragette, d. h. frühe Vorkämpferin für Frauenrechte. Der Sohn besuchte die Rugby School. Er trat in die Armee ein und diente im Rang eines Lieutenants 1873 bis 1879 bei den Coldstream Guards. Nach dem Tod seines Vaters im Jahr 1876 erbte er den Adelstitel eines Barons Sandhurst und den damit verbundenen Sitz im britischen Oberhaus. Politisch schloss er sich der Liberalen Partei an. Nachdem die Liberalen die Unterhauswahl 1880 gewonnen hatten, wurde Mansfield unter Premierminister William Ewart Gladstone zum Lord-in-Waiting ernannt und bekleidete diese Position bis 1885. Zwischen Februar und August 1886 und erneut 1892 bis 1895 war er unter liberalen Regierungen Staatssekretär im Kriegsministerium (Under Secretary of State for War).
Am 1. Januar 1895 wurde er zum Gouverneur der Präsidentschaft Bombay in Britisch-Indien ernannt. Das Gouverneursamt übte er bis zum Jahr 1900 aus. Während seiner Amtszeit kam es im Sommer 1896 in der Stadt Bombay zu einem Ausbruch der Pest, der bis zum März 1897 mehr als 20.000 Todesopfer forderte und zu einer massenhaften Fluchtbewegung aus der Stadt führte. Lord Sandhurst ergriff nur zögerlich Maßnahmen zur Eindämmung der Epidemie, da er wie viele andere britische Kolonialbeamte fürchtete, dass drastische Maßnahmen, die in die Lebensweise der Bevölkerung eingriffen, zu Unruhen führen würden. In einem Brief an Lord Hamilton, den Secretary of State for India, äußerte er die Ansicht, dass „die kritische Lage nicht durch Versäumnisse der städtischen Autoritäten, sondern durch die Verhaltensweisen ihrer Einwohner, deren Ablehnung und Misstrauen gegenüber Hygienemaßnahmen und ihre Angst, von ihren Familien getrennt zu werden“ verursacht worden sei. Trotz seiner Skepsis veranlasste er die Verabschiedung des Epidemic Diseases Act, 1897, der am 4. Februar 1897 in Kraft trat und der Kolonialverwaltung die gesetzliche Handhabe gab, zukünftige Epidemien mit staatlichen Mitteln besser zu bekämpfen. Die Bekämpfung der Seuche wurde auch dadurch behindert, dass sich die Erkenntnisse der modernen Bakteriologie, die vorwiegend in Kontinentaleuropa (Frankreich und Deutschland) und nicht im Vereinigten Königreich erzielt worden waren, noch nicht überall allgemein durchgesetzt hatten und vielfach noch Vorstellungen einer Miasmentheorie grassierten. 1898 wurde wesentlich auf Veranlassung Gouverneur Sandhursts der Bombay Improvement Trust ins Leben gerufen, der die Aufgabe erhielt, die städtische Sanierung insbesondere der Elendsviertel Bombays voranzutreiben um künftigen Epidemien vorzubeugen. Beide Ereignisse markierten den Beginn einer öffentlichen Gesundheitsvorsorge in Bombay und Britisch-Indien.
Nach der Rückkehr aus Indien wurde Lord Sandhurst am 9. März 1900 von Königin Victoria zum Extra Knight Grand Commander des Order of the Star of India ernannt. Unter den liberalen Premierministern Henry Campbell-Bannerman und H. H. Asquith bekleidete er zunächst keine Regierungs- oder höheren Verwaltungsämter. 1907 wurde er Mitglied des Privy Council und am 14. Februar 1912 auf Veranlassung Asquiths Lord Chamberlain of the Household. Das Amt übernahm er von seinem Vorgänger und Schwager Lord Spencer und bekleidete es bis zu seinem Tod im Jahr 1921, in den letzten fünf Jahren unter Premierminister David Lloyd George. Am 23. Januar 1917 erhielt er eine Titelerhöhung vom Baron zum Viscount Sandhurst.
Am 26. Juli 1881 heiratete er in St James’s Lady Victoria Alexandrine Spencer, die jüngste Tochter von Frederick Spencer, des vierten Earl Spencer. Aus der Ehe gingen zwei Kinder hervor, die jedoch beide schon im Kleinkindalter verstarben. Mit dem Tod von Lord Sandhurst im Jahr 1921 erlosch damit die kurz zuvor geschaffene Würde eines Viscount Sandhurst wieder, da der Titel nur auf die unmittelbaren männlichen Nachkommen vererbt werden konnte. Der Titel eines Barons Sandhurst ging auf seinen Bruder John William (* 1857) über.

## Auszeichnungen
- Knight of Justice des Order of Saint John[10]
- Knight Grand Cross des Royal Victorian Order (G.C.V.O.)
- Knight Grand Commander des Order of the Indian Empire (G.C.I.E.) 1895[11]
- Extra Knight Grand Commander des Order of the Star of India (G.C.S.I.) 1900
- Viscount Sandhurst 1917